# Stupinii Prejmerului, Brașov
Stupinii Prejmerului (în germană Rohrau, în maghiară Méheskert, în trad. "Grădina cu stupi") este un sat în comuna Prejmer din județul Brașov, Transilvania, România.